# Подберезье (деревня, Новгородский район)
По́дберезье — это деревня в Новгородском муниципальном районе Новгородской области, относится к Трубичинскому сельскому поселению.
Деревня расположена в 15 км от областного центра — города Великий Новгород, на федеральной автомобильной дороге «Россия» М10 (E 105)

## История
Изначально было 5 деревень, но после вхождения немецко-фашистских войск были объединены в одну. До апреля 2014 года Подберезье было административным центром ныне упразднённого Подберезского сельского поселения.

## Экономика
Главные предприятия деревни
- Новгородская нефтебаза «Новгороднефтепродукт» ОАО «Сургутнефтегаз»
- Крупнейший в области элеватор (в том числе зернохранение, мельница, комбикормовое производство, выпечка хлебобулочных изделий и т. п.)
- Завод по производству древесно-стружечных плит ООО «ИКЕА Индастри Новгород» (дочернее предприятие производственной группы компаний IKEA (Швеция), прежде ООО «Флайдерер» (дочернее предприятие акционерного общества Pfleiderer Grajewo (Польша)))
- Асфальтовый завод Австрийского концерна Strabag (производство асфальтобетонных смесей)
- Мебельная фабрика по производству мебели из ДСП ООО «ИКЕА Индастри Новгород», построена 7 сентября 2016

## Образование
Школа-интернат для детей-сирот и детей, оставшихся без попечения родителей, № 5

### Транспорт
Вдоль всей западной части деревни на расстоянии около 2 км от центра проходит железная дорога Чудово — ст. Новгород на Волхове — оставшийся участок введённый в эксплуатацию 18 мая 1871 года железной дороги Чудово — Новгород — Шимск — Старая Русса (бо́льшая часть дороги не восстановлена после Великой Отечественной войны). На этой линии расположена железнодорожная станция Подберезье. Начинается Новгородская объездная дорога. Раньше основная дорога Москва — Петербург проходила через центр деревни, в связи с чем дела с ремеслом и торговлей обстояли значительно лучше, чем сейчас. Описание деревни встречается в произведении А. Н. Радищева «Путешествие из Петербурга в Москву».
Деревня связана с областным центром и близлежащими населёнными пунктами регулярным автобусным сообщением. Кроме развязки автомагистрали М10 (выезд на объездную дорогу в обход Великого Новгорода) в Подберезье начинается автомобильная дорога в деревню Село-Гора и посёлок Тёсово-Нетыльский (железнодорожная станция Рогавка).

## Достопримечательности
- В Подберезье в честь начала 14 января 1944 года наступления 59 армии Волховского фронта по освобождению Новгорода и области (Ленинградско-Новгородская операция) установлен на постаменте танк Т-34[4]

## Экология
По мнению жителей деревни, в последнее время стала ухудшаться экологическая обстановка в районе населённого пункта, отмечен рост возникновения онкологических заболеваний. Бытует мнение, что это связано с производством древесно-стружечных изделий на местном заводе ООО «Флайдерер». В воздухе часто присутствует запах древесины. Озабоченные этим местные жители регулярно пытаются бороться с этой ситуацией.
В результате проверок, проведенных Новгородской межрайонной природоохранной прокуратурой, было установлено, что «Общество в течение 2010 года нарушало требования нормативов допустимых сбросов загрязняющих веществ, отражённых в разрешении на сброс загрязняющих веществ, выданном ТУ Ростехнадзора по Новгородской области 29.09.2009, по ряду загрязняющих веществ, сбрасываемых в ручей без названия через выпуск № 1, в том числе по взвешенным веществам превышение показателей НДС загрязняющих веществ в сбросе сточных вод достигло 2,8 раза (НДС −5,55 мг/дмЗ, факт −16,0 мг/дмЗ), по азоту аммония — в 2,3 раза (НДС — 1,5 мг/дмЗ, факт — 3,5 мг/дмЗ), по железу -в 3,6 раза (НДС — 0,3 мг/дмЗ, Факт — 1,1 мг/дмЗ), по фенолу — в 2,5 раза (НДС — 0,001 мг/дмЗ, факт — 0,0025 мг/дмЗ), по формальдегиду — в 3,3 раза (НДС — 0,03 мг/дмЗ, факт — 0,1 мг/дмЗ).»
Решением Новгородского районного суда Новгородской области от 06.02.2009 г. Б. Б. Шумилкину отказано в удовлетворении исковых требований к ООО «Флайдерер» об обязании устранить вредные выбросы предприятия и взыскании компенсации морального вреда.
В 2011 г. ООО «Флайдерер» выполнены работы по техническому перевооружению локальных очистных сооружений поверхностных сточных вод, установлена и введена в эксплуатацию канализационная насосная станция, тангенциальная песколовка, сорбционный блок доочистки СБ-20.
В соответствии с «Экспертным заключением по проекту нормативов допустимых сбросов веществ (НДС) и микроорганизмов, поступающих со сточными водами» № к-251-09 от 22.05.2009 г. ФГУЗ «Центр гигиены и эпидемиологии в Новгородской области» Роспотребнадзора «техническое перевооружение существующих очистных сооружений ливневых сточных вод позволит довести параметры сбрасывания сточных вод до нормативных».
Постановлением от 17.08.2011 г. Новгородского межрайонного следственного отдела СУ СК России по Новгородской области Б. Б. Шумилкину отказано в возбуждении уголовного дела в отношении ООО «Флайдерер» по факту загрязнения окружающей среды. Проверкой Новгородского межрайонного следственного отдела СУ СК России по Новгородской области установлено, что «какое-либо негативное влияние предприятия ООО „Флайдерер“ на здоровье населения, проживающего в жилой зоне д. Подберезье отсутствует, какие-либо тяжкие последствия не установлены».
Проверками Новгородской межрайонной природоохранной прокуратуры в 2011 г. установлено отсутствие негативного воздействия производственной деятельности ООО «Флайдерер» на жизнь и здоровье населения Подберезского сельского поселения. Согласно экспертным заключениям ФГУЗ «Центр гигиены и эпидемиологии в Новгородской области» Роспотребнадзора в пробах атмосферного воздуха д. Подберезье содержание веществ соответствует требованиям ГН 2.1.6.1338-03 «Предельно-допустимые концентрации (ПДК) загрязняющих веществ в атмосферном воздухе населенных мест».
Апелляционным определением Новгородского областного суда Новгородской области от 17.07.2012 г. Новгородскому межрайонному природоохранному прокурору полностью отказано в удовлетворении исковых требований к ООО «Флайдерер» о признании недействительным разрешения на выброс вредных (загрязняющих) веществ в атмосферный воздух и запрещении производить выброс в атмосферный воздух загрязняющих веществ скипидарной группы.

## Упоминание в литературе
Название «Подберезье» упоминается в книге А. Н. Радищева «Путешествие из Петербурга в Москву», где главный герой встретил новгородского семинариста.